# Meiacanthus smithi
Meiacanthus smithi — вид морських собачок, що мешкає на коралових рифах Індо-Вест-Пацифіки: північна Шрі-Ланка і західне Яванське море, також південно-східна Індія. Морська тропічна рифова риба, що сягає довжини 8,5 см.